# الجردامي (حزم العدين)

تعديل مصدري - تعديل

الجردامي محلة تابعة لقرية الاهمول، التابعة لعزلة الشعاور بمديرية حزم العدين إحدى مديريات محافظة إب في الجمهورية اليمنية، بلغ تعداد سكانها 53  حسب تعداد اليمن لعام 2004.